# Kim Yong-mi
Kim Yong-mi (nascida em 23 de fevereiro de 1976) é uma ex-ciclista olímpica sul-coreana. Yong-mi  representou sua nação nos Jogos Olímpicos de Verão de 1996 e 2004.